# Aeroportul Național Washington Ronald Reagan
Aeroportul Național Washington Ronald Reagan (IATA: DCA, ICAO: KDCA, FAA LID: DCA) este un aeroport din Arlington, Virginia, Statele Unite ale Americii ce deservește zona Washington metropolitan area⁠(d). Aeroportul a fost tranzitat în 2023 de 25.453.581 de pasageri. A fost deschis în 16 iunie 1941 și numit după Ronald Reagan.
Situat la o altitudine de 4 m, aeroportul dispune de 3 piste și ocupă o suprafață de 3.480.297 m². Este operat de Metropolitan Washington Airports Authority⁠(d).

## Infrastructură

### Piste
Aeroportul dispune de 3 piste: 
- pista 01/19 din asfalt, cu dimensiunile 7.169 picioare × 150 picioare
- pista 04/22 din asfalt, cu dimensiunile 5.000 picioare × 150 picioare
- pista 15/33 din Bitum, cu dimensiunile 5.204 picioare × 150 picioare

### Terminale
Aerogara are în componență 1 terminal, Washington National Airport Terminal and South Hangar Line⁠(d). 